# Vila Bedřicha Honzáka
Vila Bedřicha Honzáka je rodinný dům zbudovaný v letech 1923–24 v Balbínově ulici v Hradci Králové pro ředitele královéhradecké nemocnice MUDr. Bedřicha Honzáka.

## Investor

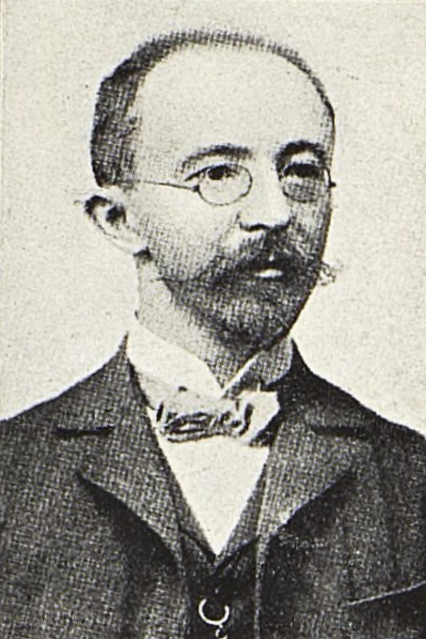
MUDr. Bedřich Honzák (1870–1933)

Bedřich Honzák byl odborným lékařem v oblasti chirurgie a ortopedie. Pracoval také jako spoluredaktor Časopisu lékařů českých. Po působení na pražské chirurgické klinice nastoupil v roce 1906 jako primář nemocnice v Hradci Králové, jejíž modernizaci podporoval. Zajímavostí je, že jedním z jeho předchůdců na pozici primáře byl MUDr. Otakar Klumpar, který si nechal postavit vilu ve stejné oblasti o několik let dříve. V roce 1926 podnítil Honzák vznik zcela nového nemocničního komplexu, jehož se stal ředitelem.
Zemřel v listopadu 1933. Pohřben byl na hřbitově v Pouchově.

## Historie a architektura

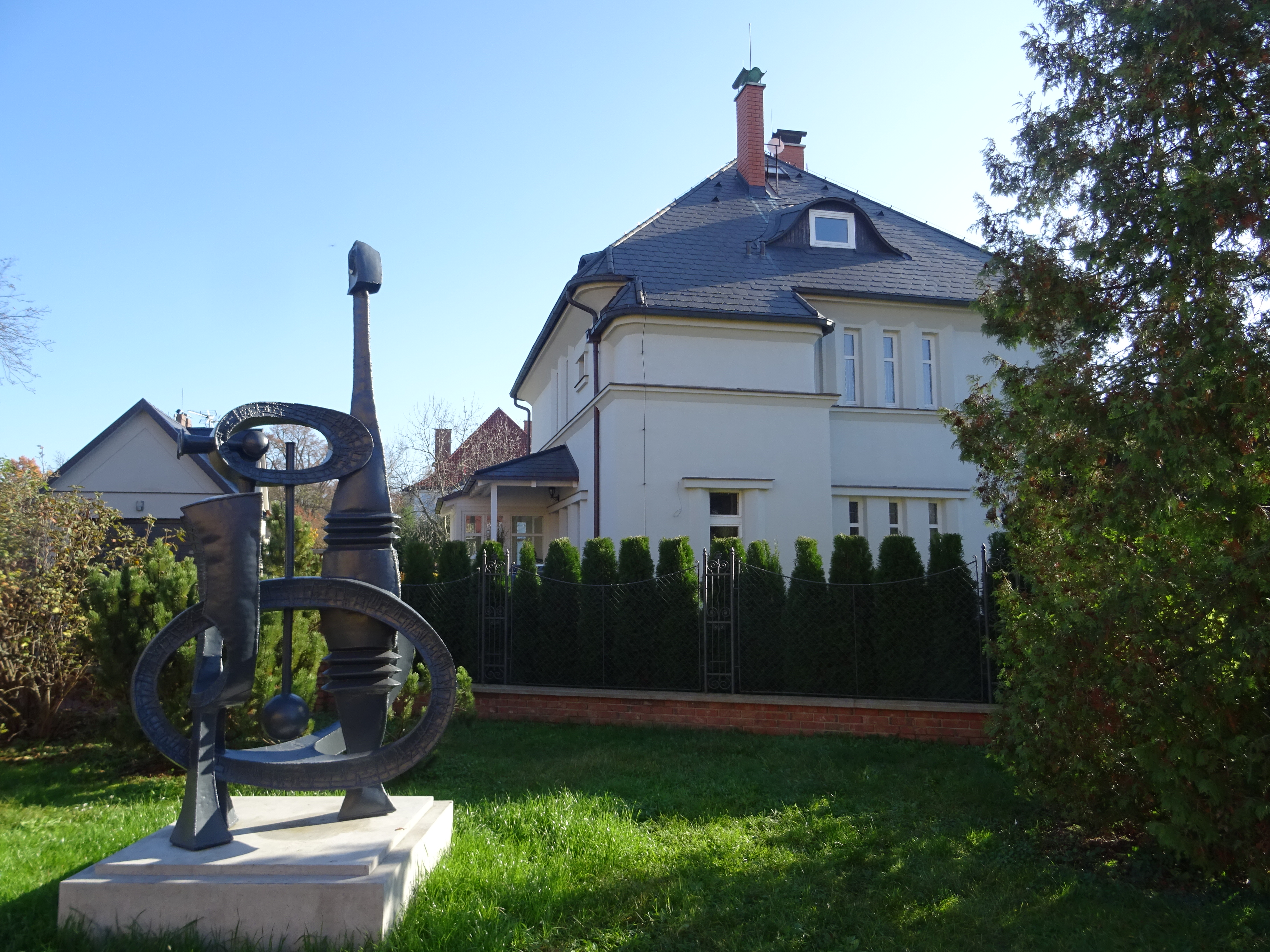
Pohled ze severu

Investor Bedřich Honzák požádal o návrh rodinného domu svoji neteř Miladu Petříkovou-Pavlíkovou (první ženská absolventka architektury na pražské technice) a jejího manžela Theodora Petříka v roce 1923. Návrh Honzákovy vily byl pro architekty manžele Petříkovy jedním z klíčových momentů jejich profesní kariéry. V prvních plánech projektu je dům navržen s režným zdivem v přízemí, s valbovou střechou, vysokými zděnými komíny a výraznou ústupkovou římsou mezi přízemím a prvním patrem. Petříkovi ale hledali architektonické vyjádření, které by lépe vyjadřovalo jejich společnou formu, a v projektu tak došlo ke změnám: střecha byla navržena jako stanová se zkosenými rohy, změnil se profil římsy na ukosenou a zkoseny byly i nárožní hrany domu. Podobné prvky se pak objevovaly v tvorbě manželů Petříkových i nadále.
Plány domu byly schváleny v červnu 1923 a stavba byla dokončena v říjnu 1924. Suterénní část domu sloužila jako provozní (prádelna, sklepy), přízemí tvořilo hlavní obytný prostor (kuchyň, dva pokoje, koupelna s toaletou, prostor s terasou) a v prvním patře byly umístěny další dva obytné pokoje. Obě poschodí byla propojena schodišťovou halou.
Vila se do současnosti (2020) dochovala v podstatě v původní podobě a dosud slouží obytnému účelu.